# Kazo
Kazo (加須市 -shi) é uma cidade japonesa localizada na província de Saitama.
Em 2003 a cidade tinha uma população estimada em 68 300 habitantes e uma densidade populacional de 1 149,83 h/km². Tem uma área total de 59,40 km².
Recebeu o estatuto de cidade a 3 de Maio de 1954.